# Kawasaki GTR 1000
Die GTR 1000 ist ein Motorrad der Kategorie Sporttourer des japanischen Herstellers Kawasaki.
Wetterschutz durch große Vollverkleidung, guter Soziuskomfort, gute Bremsen und serienmäßige Koffer zeichnen die GTR 1000 aus.
Die GTR 1000 wurde in Deutschland von 1986 bis 2004 verkauft und auf dem amerikanischen Markt als Kawasaki ZG-1000 Concours angeboten.
1994 wurde sie an Rädern, Bremsen, Sitzbank und Instrumenten überarbeitet.

## Technik

### Motor
Der Motor ist ein 4-Zylinder-Viertakt-Reihenmotor mit einem Hubraum von 997 cm³.
Die Höchstleistung beträgt 100 PS/74 kW, später 92 PS/68 kW (Angaben differieren geringfügig in den Quellen). Das Fahrzeuggewicht beträgt 293 kg. Der sechste Gang fungiert als Schongang, bei Autobahnrichtgeschwindigkeit von 130 km/h liegt die Drehzahl bei 4500/min.

### Fahrwerk
Mit Gepäckkoffern und ohne Beifahrer neigt die GTR 1000 bei höheren Geschwindigkeiten zum Pendeln. Die zu lasch befestigten Gepäckkoffer und die zu weiche Gabel sind die Ursache dafür. Der Tankinhalt von 28,5 Litern (Reserve 6,5 Liter) ist langstreckentauglich. Bei einem Verbrauch von 6,6 Litern ergibt sich eine theoretische Reichweite von 400 Kilometern.
Radaufhängung vorne: Telegabel mit 41 mm Standrohrdurchmesser und einem Federweg von 140 mm.
Radaufhängung hinten: Uni-Trak Federungssystem mit Luftunterstützung und ebenfalls Federweg 140 mm.
Die Felgen sind im Aluminium-Guss gefertigt. Vorne rollt die GTR 1000 auf Reifen der Größe 120/70 R 18 59V TL, hinten auf 150/80 R 16 71V TL. (TL=tubeless=schlauchlos)
Die Spitzengeschwindigkeit beträgt 195 km/h. Beschleunigung von 0 auf 100 km/h in 4,4 Sekunden.

## Testbericht
In einem Vergleichstest der Zeitschrift Das Motorrad im Jahr 2002 erreichte die Kawasaki GTR 1000 als hubraumschwächste Maschine gegen die Yamaha FJR 1300 und die Triumph Trophy 1200 den dritten Platz.
„Freundlich gesehen: Die Kawasaki ist eine liebenswürdige Reminiszenz an die wilden 80er, bequem, mit gutem Windschutz und einer vollwertigen Ausstattung. Von einem modernen Tourer wird heute aber noch einiges mehr verlangt. Mehr Leistung beispielsweise, G-Kat und elektronische Einspritzung und ein stabiles Fahrwerk. Mit ihrem windelweichen Fahrwerk gewinnt die GTR 1000 heute nämlich keinen Blumentopf mehr. In Anbetracht dessen sind 10565 Euro ein ganz schön happiger Preis.“